# Superbrain - Le supermenti (quarta edizione)
La quarta edizione di Superbrain - Le supermenti va in onda su Rai 1 dall'11 gennaio al 1º febbraio 2019 con la conduzione di Paola Perego.
Anche in questa edizione non viene proclamato un vincitore assoluto alla fine del programma, poiché in ogni puntata viene eletto un singolo vincitore che si aggiudica un premio di €20.000.

## Ascolti
| Puntata | Messa in onda    | Telespettatori | Share  | Giuria                                                  | Ospite fisso         |
| ------- | ---------------- | -------------- | ------ | ------------------------------------------------------- | -------------------- |
| 1       | 11 gennaio 2019  | 3 013 000      | 13,77% | Enrico Brignano, Elisabetta Canalis, Cesare Bocci       | Francesco Paolantoni |
| 2       | 18 gennaio 2019  | 2 791 000      | 12,72% | Amanda Lear, Antonino Cannavacciuolo, Giampaolo Morelli | Francesco Paolantoni |
| 3       | 25 gennaio 2019  | 2 571 000      | 12,20% | Massimo Ghini, Melissa Satta, Iva Zanicchi              | Francesco Paolantoni |
| 4       | 1º febbraio 2019 | 2 558 000      | 11,59% | Simona Ventura, Nancy Brilli, Max Giusti                | Francesco Paolantoni |
| Media   | Media            | 2 733 000      | 12,57% |                                                         |                      |